# Postalveolær konsonant
Postalveolære konsonanter udtales ved at tungen trykkes mod området mellem tandkødet og gummerne. I praksis grupperes de ikke-frikative postalveolare konsonanter for det meste med de dentale og de alveolære, da disse lyder næsten ens.